# Vicksburg-kampagnen
Vicksburg-kampagnen var en række manøvrer og slag i det vestlige operationsområde under den amerikanske borgerkrig. De havde til formål at erobre fæstningsbyen Vicksburg, som havde kontrollen over det sidste stykke af Mississippifloden, der stadig var på Konføderationens hænder. Unionens Army of the Tennessee under generalmajor Ulysses S. Grant opnåede kontrol over floden ved at erobre denne fæstning og besejre generalløjtnant John C. Pembertons styrker, der var placeret der.
Felttoget bestod af en række vigtige flådeoperationer, troppebevægelser, fejlslagne forsøg og 11 slag, som blev udkæmpet i perioden mellem den 26. december 1862 og 4. juli 1863. Militærhistorikere deler felttoget op i to faser:
- Operationer mod Vicksburg (december 1862 – januar 1863) og
- Grants operationer mod Vicksburg (marts – juli 1863).

Grant planlagde oprindelig, at hans hær skulle rykke frem mod Vicksburg ad to veje. Halvdelen af hans hær, under generalmajor William T. Sherman, skulle rykke frem til Yazoofloden og forsøge at nå Vicksburg fra nordøst, mens Grant selv førte resten af hæren ned langs Mississippi Central Railroad. Begge disse forsøg slog fejl. Grant gennemførte herefter en række "eksperimenter" eller ekspeditioner – Grants bayou-operationer – som forsøgte at skabe adgang ad søvejen til Mississippifloden syd for Vicksburgs artilleristillinger. Alle fem af disse eksperimenter slog også fejl. Til sidste brød kanonbåde fra Unionens flåde forbi batterierne ved Vicksburg og mødtes med Grants tropper, som var rykket frem over land i Louisiana til Mississippifloden. Den 29. og 30. april 1863 krydsede Grants tropper Mississippifloden og gik i land i Bruinsburg. En omhyggeligt udtænkt række demonstrationer og udfald narrede de konfødererede styrker, og landgangen skete uden modstand. I løbet af de næste 17 dage manøvrerede Grant sin hær ind i landet og sejrede i fem slag, erobrede delstaten Mississippis hovedstad Jackson, angreb Vicksburg og indledte en belejring af byen.
Efter at Pembertons armé havde overgivet sig den 4. juli, en dag efter det konfødererede nederlag i slaget ved Gettysburg, og efter at Port Hudson havde overgivet sig til generalmajor Nathaniel P. Banks den 9. juli, var Mississippifloden under Unionens kontrol i hele sin længde. Disse begivenheder betragtes i almindelighed som vendepunktet i den amerikanske borgerkrig. Grants Vicksburg-kampagne anses for at være et af mesterværkerne i amerikansk militærhistorie.

## Baggrund
Vicksburg var strategisk vigtig for de konfødererede. Jefferson Davis sagde: "Vicksburg er det søm, som holder Sydens to halvdele sammen." Mens byen var i deres hænder, blokerede den for Unionens sejlads ned ad Mississippi-floden, og det muliggjorde transport og kommunikation med de vestlige stater i Konføderationen, som havde stor betydning for Konføderationen som leverandører af landbrugsvarer. Byen var fra naturens side gjort let at forsvare, og byen fik tilnavnet "Konføderationens Gibraltar". Den lå på en høj brink med udsigt over en hesteskoformet bugtning i floden, De Soto-halvøen, som gjorde det næsten umuligt at nå byen med skib. Nord og øst for Vicksburg lå Mississippideltaet (nogle gange kaldet Yazoodeltaet), som i praksis var en uigennemtrængelig sump, der strakte sig over 300 km op ad floden og var op til 80 km bred. Omkring 20 km oppe ad Yazoofloden var der bygget konfødererede skanser og opstillet kanoner ved Haynes Bluff. Landet på den vestlige side af Mississippifloden i staten Louisiana var også vanskeligt gennemtrængeligt med mange krydsende vandløb og dårlige veje, udbredte oversvømmelser om vinteren – og så lå det på den forkerte bred i forhold til fæstningen.
Byen havde tidligere været under angreb fra Unionens flåde. Admiral David G. Farragut sejlede op ad floden, efter at han havde erobret New Orleans, og den 18. maj 1862 forlangte han byens overgivelse. Farragut havde imidlertid for få tropper til at kunne gennemtvinge kravet, så han sejlede tilbage til New Orleans. Han vendte tilbage med en flotille i juni 1862, men deres forsøg (26. – 28. juni) på at bombardere fæstningen til overgivelse slog fejl. De beskød Vicksburg i det meste af juli og udkæmpede nogle mindre slag med nogle få konfødererede skibe i området, men deres styrker var ikke tilstrækkelig store til, at en landgang kunne forsøges, og de opgav forsøget på at tvinge byen til overgivelse. Farragut undersøgte muligheden for at omgå de befæstede batterier ved at grave en kanal ved den hesteskoformede bøjning (De Soto-halvøen). Den 28. juni begyndte brigadegeneral Thomas Williams og hans mænd, der var tilknyttet Farraguts styrke, at grave en kanal ved hjælp af lokale arbejdere og nogle soldater. Mange af folkene blev ramt af tropiske sygdomme og hedeslag, og arbejdet blev opgivet den 24. juli. (Williams selv blev dræbt to uger senere i slaget ved Baton Rouge).
I efteråret 1862 blev generalmajor Henry W. Halleck forfremmet fra at lede de vestlige arméer til at være øverstkommanderende for alle Unionens arméer. Den 23. november gav han overfor Grant udtryk for sit ønske om et større fremstød ned ad Mississippifloden til Vicksburg. Sædvanen tro overlod Halleck det i vidt omfang til Grant selv at udforme felttoget, en mulighed som den ihærdige Grant straks greb. Halleck har fået kritik for ikke hurtigt at være rykket frem over land fra Memphis i Tennessee og erobre Vicksburg i løbet af den sommer, hvor han havde kommandoen på stedet. Han troede, at flåden ville kunne erobre fæstningen uden hjælp, og vidste ikke, at flådestyrken manglede mandskab for at kunne klare opgaven. Det som kunne være lykkedes i sommeren 1862 var ikke længere muligt i november, fordi de konfødererede på det tidspunkt havde forstærket garnisonen i rigt mål.
| Hærledere ved Vicksburg |
| --- |
| - Generalmajor Ulysses S. Grant, USA - Generalmajor William T. Sherman, USA - Generalløjtnant John C. Pemberton, CSA - General Joseph E. Johnston, CSA |

Grants armé marcherede sydpå langs Mississippi Central Railroad og etablerede en fremskudt base ved Holly Springs. Han planlagde et dobbeltangreb i retning af Vicksburg. Hans vigtigste underordnede, generalmajor William T. Sherman, skulle rykke ned langs floden med fire divisioner (ca. 32.000 mand), og Grant ville selv fortsætte med den resterende styrke (omkring 40.000) ned langs jernbanelinjen til Oxford, hvor han ville afvente udviklingen i håb om at lokke den konfødererede hær ud af byen og angribe den i nærheden af Grenada.
På den konfødererede side var styrkerne i Mississippi under kommando af generalløjtnant John C. Pemberton, en officer fra Pennsylvania, som havde valgt at kæmpe for Sydstaterne. Pemberton havde omkring 12.000 mand i Vicksburg og Jackson. Hertil kom, at generalmajor Earl Van Dorn havde ca. 24.000 ved Grenada.
I mellemtiden var politiske kræfter på spil. Præsident Abraham Lincoln havde for længst indset Vicksburgs betydning. Han skrev: "Vicksburg er nøglen. Krigen kan aldrig bringes til afslutning, før vi har nøglen i vores lomme." Lincoln forestillede sig også et dobbeltangreb, men ét op og ét ned ad floden. Generalmajor John A. McClernand, en demokratisk politiker som var tilhænger af krigen, havde overbevist Lincoln om, at han ville kunne føre en hær ned ad floden og erobre Vicksburg. Lincoln godkendte hans forslag og ville have generalmajor Nathaniel P. Banks til samtidig at rykke op ad floden fra New Orleans. McClernand begyndte at opstille regimenter og sendte dem til Memphis. I Washington D.C. var Halleck bekymret over McClernands aktiviteter og gav Grant kontrol over alle tropper i området. McClernands tropper blev delt i to korps, et under McClernand selv og det andet under Sherman. McClernand beklagede sig, men til ingen nytte. Grant beslaglagde hans tropper, som en af en række manøvrer i en privat krig indenfor unionshæren mellem Grant og McClernand, som fortsatte under hele felttoget.

## Slag i operationerne mod Vicksburg, december 1862 – januar 1863
De følgende slag udgør "Operationer mod Vicksburg" fasen af Vicksburg kampagnen.
Slaget ved Chickasaw Bayou (26. – 29. december 1862)
Sherman gik i land med tre divisioner ved Johnsons plantage ved Yazoofloden for at nærme sig stillingerne ved Vicksburg fra nordøst. Den 27. december trængte unionshæren frem gennem sumpene mod Walnut Hills, som var stærkt forsvarede. Den 28. december blev der gjort adskillige mislykkede forsøg på at omgå disse stillinger. Den 29. december beordrede Sherman et frontalangreb, som blev slået tilbage med svære tab, hvorefter han valgte at trække sig tilbage.
På dette tidspunkt var Grants offensiv over land i vanskeligheder. Hans kommunikationslinjer blev afbrudt ved angreb fra Van Dorn og brigadegeneral Nathan Bedford Forrest, som ødelagde hans store forsyningsdepot i Holly Springs. Da han ikke kunne holde hæren forsynet uden disse forsyninger, opgav Grant sit fremstød over land.
I starten af januar ankom McClernand til Memphis med det korps, han havde rekrutteret (13. korps under brigadegeneral George W. Morgan) og indledte sin fremrykning ned langs Mississippifloden. Den 4. januar gav han Sherman ordre til at knytte sit 15. korps til ekspeditionen og kaldte sin samlede styrke på 32.000 mand for Army of the Mississippi. Det var en direkte provokation overfor Grant, men Sherman adlød sin overordnede. Sherman foreslog, at man begyndte med en kombineret operation til vands og til lands mod Fort Hindman på Arkansasfloden ved Arkansas Post, 80 km oppe ad Arkansasfloden fra det sted, hvor den har udløb i Mississippi. Det var en base for konfødererede kanonbåde, som angreb Unionens skibsfart på floden. Ekspeditionen blev indledt, uden at Grant fik besked om det.
Slaget ved Arkansas Post (9. – 11. januar 1863)
Unionsskibene under kontreadmiral David Dixon Porter begyndte at landsætte tropper i nærheden af Arkansas Post om aftenen den 9. januar. Tropperne marcherede op langs floden mod Fort Hindman. Shermans korps overløb de konfødererede skyttegrave og tropperne trak sig tilbage til fortet og omkringliggende skyttehuller. Porter flyttede den 10. januar sine skibe mod Fort Hindman og bombarderede det, hvorefter han trak sig tilbage i skumringen. Unionsartilleri beskød fortet fra stillinger på den anden side floden den 11. januar, og infanteriet gik i stilling til et angreb. Panserskibe fra Unionen begyndte at beskyde fortet, og Porters flåde passerede det for at afskære enhver tilbagetrækning. Som resultat af denne omringning og angrebet fra Morgans tropper overgav den konfødererede kommandant sig om eftermiddagen. Selv om Unionens tab var store, og sejren ikke bidrog til erobringen af Vicksburg, fjernede det endnu en hindring for skibsfarten på Mississippifloden.
Grant var ikke glad for at høre, at McClernand havde gennemført operationen uden hans godkendelse, og anså det for at være en afledning væk fra hans primære mål Vicksburg, men da det havde været succesfuldt, og hans allierede Sherman havde foreslået det, foretog han ingen straffeforanstaltninger. Han beordrede imidlertid McClernand tilbage til Mississippifloden og tog selv kommandoen over felttoget den 13. januar ved Milliken's Bend, 25 km nordvest for Vicksburg.

## Grants bayou-operationer, januar – marts 1863
I løbet af vinteren gennemførte Grant en række initiativer for at nå frem til og erobre Vicksburg. Disse blev kaldt "Grants bayou-operationer". De gik ud på at skabe alternative vandveje, så tropper kunne placeres indenfor kort afstand af Vicksburg, uden at man behøvede at sejle direkte ned ad Mississippi mod de konfødererede kanoner.
Grants Kanal
Williamskanalen over De Soto-halvøen var blev opgivet af admiral Farragut og brigadegeneral Williams i juli 1862, men den gav mulighed for at få en rute ned ad floden, som var udenfor rækkevidde af Vicksburgs kanoner. I slutningen af januar 1863 gik Shermans mænd – efter kraftig opfordring fra Grant, som havde hørt fra flåden, at præsident Lincoln syntes om ideen – i gang med at grave igen. Sherman kaldte nedsættende arbejdet for "Butlers grøft", da det var generalmajor Benjamin Franklin Butler, som havde sendt Williams op ad floden for at udføre arbejdet. "Grøften" var knap 2 m bred og lige så dyb. Grant, som utvivlsomt var påvirket af Lincolns vedvarende forespørgsler om hvordan det gik med kanalen, gav Sherman ordre til at udvide kanalen, så den blev 18 meter bred og 2,15 meter dyb, og projektet blev kendt som Grants kanal. Den var imidlertid ikke ordentligt gennemtænkt, og da vandet pludselig steg i floden, brød det gennem diget for enden af kanalen og oversvømmede området. Kanalen begyndte at blive fyldt med vand og slam. I et desperat forsøg på at redde projektet blev to store dampdrevne muddermaskiner, Hercules og Sampson, sat til at forsøge at rydde kanalen, men muddermaskinerne blev beskudt fra de konfødererede batterier ved Vicksburg og blev tvunget bort. I slutningen af marts blev arbejdet på kanalen indstillet. (Resterne af knap 200 meter af Grants kanal vedligeholdes i dag af Vicksburg National Military Park i Louisiana).
Lake Providence-ekspeditionen
Grant gav brigadegeneral James B. McPherson ordre til at bygge en kanal, der var flere hundrede meter lang fra Mississippifloden til Lake Providence, nordvest for byen. Det ville betyde, at man kunne sejle fra Red River gennem bayouerne Baxter, Macon, Tensas og Black River. Når man nåede Red River, kunne Grants styrker slutte sig til Banks ved Port Hudson. McPherson rapporterede, at forbindelsen var farbar den 18. marts, men de få "almindelige flodbåde fra Ohiofloden", som var blevet sendt ned til Grant til sejlads på de mange bayouer, kunne kun transportere 8.500 mand – alt for få til at ændre balancen ved Port Hudson. Selv om dette var den eneste af bayou-operationerne, som havde held til at komme forbi forsvaret ved Vicksburg, kalder historikeren Ed Bearss denne episode for "Lake Providence Boondoggle." (dvs. molboarbejde)
Yazoopassage-ekspeditionen
Det næste forsøg på at nå frem til det højtliggende terræn på løssskrænterne over Hayne's Bluff og nedenfor Yazoo City bestod i at sprænge Mississippidæmningen ved Moon Lake, ca. 240 km oven for Vicksburg ved Helena, Arkansas og følge Yazoopassagen (en gammel rute fra Yazoo City til Memphis, som var blev afskåret ved dæmningsbyggeriet i 1856, og afskar passagen fra Mississippifloden til Moon Lake) ind i Coldwaterfloden, derfra til Tallahatchiefloden og endelig ind i Yazoofloden ved Greenwood. Digerne blev sprængt i luften den 3. februar, og det blev indledningen på den såkaldte Yazoopassage-ekspedition. Ti af unionens både, under kommando af orlogskaptajn Watson Smith, med tropper fra hæren under kommando af brigadegeneral Benjamin Prentiss begyndte at trænge gennem passagen den 7. februar. Lavthængende grene ødelagde imidlertid alt, hvad der var over dækshøjde på bådene, og de konfødererede fældede yderligere træer for at spærre vejen. Disse forsinkelser gav de konfødererede tid til at bygge Fort Pemberton i nærheden af, hvor Tallahatchie og Yalobushafloden har udløb ved Greenwood. Flådestyrken blev slået tilbage den 11., 14. og 16. marts. Unionens forsøg på at komme frem ad denne vej brød sammen i starten af april.
Steeles bayou-ekspedition
Admiral Porter indledte den 16. marts et forsøg på at trænge op gennem Yazoodeltaet via Steele's Bayou, lige nord for Vicksburg, til Deer Creek. Det ville muliggøre, at man kunne ramme Fort Pemberton i flanken og lande tropper mellem Vicksburg og Yazoo City. Bådene blev angrebet af dyr fra træerne, de konfødererede fældede igen træer, og pilerødder viklede sig ind i bådenes skovlhjul. Denne gang blev Unionens skibe fuldstændigt stoppet, og konfødereret kavaleri og infanteri truede med at erobre dem. Sherman sendte infanteri af sted for at hjælpe med at slå de konfødererede, som generede Potter, tilbage, men Potters projekt blev opgivet, fordi det blev anset for at være for besværligt.
Duckport-kanalen
Grants sidste forsøg gik ud på at grave en ny kanal fra Duckport Landing til Walnut Bayou med det mål at lette både skulle kunne passere Vicksburg. Da kanalen var omtrent færdig den 6. april, faldt vandstanden dog, og kun de allerletteste, fladbundede både kunne passere. Grant opgav kanalen og begyndte at planlægge på ny.
Fra december og til og med marts var syv af Grants "eksperimenter" slået fejl. I sine erindringer hævdede han, at han først og fremmest havde gennemført dem for at holde tropperne beskæftiget i de oversvømmede og sygdomsplagede vintermåneder, og at han ikke havde ventet at få succes med dem. Denne påstand modsiges af breve fra Grant, mens det stod på.

## Plan for felttoget i 1863 og indledende bevægelser
Alle bayou-operationerne var slået fejl, men Grant var kendt for sin stædighed og ville ikke give op. Hans sidste mulighed var dristig, men farlig: at lade hæren rykke ned langs den vestlige bred af Mississippifloden, krydse floden syd for Vicksburg og enten angribe Vicksburg fra syd eller øst eller slutte sig til Banks, erobre Port Hudson og derpå nedkæmpe Vicksburg. Det ville betyde, at Porter skulle snige sig forbi kanonerne ved Vicksburg for at få tilstrækkelig mange kanonbåde og transportskibe syd for byen. Når først de havde klaret passagen forbi Vicksburg, ville de ikke kunne sejle tilbage forbi Vicksburgs kanoner, fordi strømmen ville gøre dem for langsomme.
Den 29. marts satte McClernand sine tropper i gang med at bygge broer og Corduroy veje. De opfyldte samtidig sumpene på vejen, og den 7. april havde de bygget en hård 110 km lang vej fra Milliken's Bend til det foreslåede overgangssted ved Hard Times, Louisiana, nedenfor Vicksburg.
Den 16. april, en klar, men måneløs nat, sendte Porter syv kanonbåde og tre tomme troppetransportskibe ladet med forsyninger af sted for at passere kanonerne ved Vicksburg. De var omhyggelige med at lave mindst mulig støj og undgå lys, men forberedelserne var ikke effektive. De konfødererede vagter opdagede skibene, og skrænterne eksploderede i kraftig artilleriild. Der blev tændt bål ved bredderne for at forbedre sigtbarheden. Unionens kanonbåde skød tilbage. Porter bemærkede, at de konfødererede fortrinsvis ramte skibenes øverste dele, og sluttede heraf, at de ikke kunne sænke kanonerne længere, så han lod sine skibe følge den østlige bred, lige under kanonerne. Skibene var så tæt på land, at han kunne høre de konfødererede ledere der udstedte kommandoer, og granaterne der fløj hen over hovederne på mandskabet. Flåden overlevede med beskedne skader – 13 blev såret, og ingen dræbt. Skibet Henry Clay blev ødelagt og brændte ved vandkanten. Den 22. april blev yderligere seks skibe lastet med forsyninger sendt af sted. Et af skibene gik tabt, men ingen blev dræbt – besætningen flød ned ad strømmen på resterne af skibet.
Det sidste led i Grants strategi bestod i at aflede Pembertons opmærksomhed fra det sted, hvor krydsningen af floden skulle foregå. Grant valgte at gennemføre to operationer: et udfald fra Sherman mod Snyder's Bluff, nord for Vicksburg (se slaget ved Snyder's Bluff nedenfor) og et vovet kavaleriangreb gennem det centrale Mississippi, udført af oberst Benjamin Grierson, der blev kendt som Grierson's Raid. Den første operation førte ikke rigtig til noget, men den anden var en succes. Det lykkedes for Grierson at få betydelige konfødererede styrker til at forfølge sig, og Pembertons forsvar var spredt for langt ud over staten. (Pemberton var også bekymret over Nathaniel P. Banks forestående fremrykning op ad floden fra Baton Rouge der truede Port Hudson.)

### Modstående styrker
Generalmajor Ulysses S. Grants Army of the Tennessee indledte felttoget med omkring 44.000 mand, som i juli var vokset til 75.000. Hæren bestod af fem korps:
- 13. Korps under generalmajor John A. McClernand.
- 15. Korps under generalmajor William T. Sherman.
- 17. Korps under generalmajor James B. McPherson.
- 3 divisioner fra 16. Korps under generalmajor Cadwallader C. Washburn og en styrke fra militærdistriktet Nordlige Louisiana under brigadegeneral Elias S. Dennis.
- 9. Korps under generalmajor John G. Parke, som sluttede sig til Grant midt i juni.

Generalløjtnant John C. Pembertons konfødererede Army of Mississippi på ca. 30.000 mand bestod af fem divisioner under generalmajorerne William W. Loring, Carter L. Stevenson, John H. Forney, Martin L. Smith og John S. Bowen.
General Joseph E. Johnstons styrker i Raymond og Jackson på omkring 6.000 mand var en del af hans Vestlige Militærdepartement og omfattede brigaderne under brigadegeneral John Gray, oberst Peyton H. Colquitt og brigadegeneral William H. T. Walker.

## Slag i Grants operationer mod Vicksburg, april – juli 1863
De følgende slag udgør "Grants operationer mod Vicksburg"-fasen af Vicksburg-kampagnen:
Slaget ved Grand Gulf (29. april 1863)
Admiral Porter anførte syv panserskibe i et angreb på befæstningerne og batterierne ved Grand Gulf med den hensigt at nedkæmpe de konfødererede kanoner og derpå sikre området med tropper fra McClernands 13. korps, som blev medført på ledsagende transportskibe og pramme. Angrebet med de syv panserskibe begyndte kl. 8 og fortsatte til omkring kl. 13.30. Under kampen sejlede panserskibene ind til en afstand af 100 meter fra de konfødererede kanoner, og bragte de nedre batterier på Fort Wade til tavshed. De konfødereredes batterier i Fort Cobun var udenfor rækkevidde og fortsatte med at skyde. Unionens panserskibe, hvoraf et, USS Tuscumbia, var gjort ukampdygtigt, og transportskibene trak væk. Efter mørkets frembrud angreb panserskibene igen de konfødererede kanoner, mens dampskibe og pramme sejlede forbi de konfødereredes stillinger. Grant lod sine mænd marchere over land over Coffee Point til nedenfor Grand Gulf. Efter at transportskibene havde passeret Grand Gulf, tog de tropperne ombord ved Disharoons plantage og landsatte dem på bredden af Mississippi ved Bruinsburg nedenfor Grand Gulf. Soldaterne begyndte straks at marchere mod Port Gibson. De konfødererede havde vundet en hul sejr. Nederlaget ved Grand Gulf betød kun en mindre ændring af Grants offensiv.
Slaget ved Snyder's Bluff (29. april – 1. maj)
For at sikre at tropperne ikke blev trukket tilbage til Grant Gulf for at hjælpe de konfødererede der, fintede en kombineret styrke fra hær og flåde et angreb på Snyder's Bluff. Efter middag den 29. april sejlede orlogskaptajn K. Randolph Breese med sine otte kanonbåde og 10 transportskibe med generalmajor Francis P. Blairs division ombord op ad Yazoofloden til mundingen af af Chickasaw Bayou hvor de tilbragte natten. Klokken 9 næste morgen fortsatte styrken, bortset fra en kanonbåd, op ad floden til Drumgould's Bluff og indledte en kamp mod fjendens batterier. Under kampen blev USS Choctaw ramt mere end 50 gange, men led ingen tab. Omkring kl. 18 blev tropperne landsat og marcherede langs Blake's Levee mod kanonerne. Da de nærmede sig Drumgould's Bluff, begyndte et batteri at beskyde dem og skabte forvirring og tab. Unionens fremrykning gik i stå, og efter mørkets frembrud vendte soldaterne tilbage til skibene. Næste morgen landsatte skibene andre tropper. Det sumpede terræn og den kraftige artilleribeskydning fra fjenden tvang dem til at trække sig tilbage. Kanonbådene åbnede ild igen omkring kl. 15 den 1. maj og forårsagede nogen skade. Senere aftog skibenes beskydning og sluttede helt efter mørkets frembrud. Sherman havde fået ordre til at landsætte sine tropper ved Milliken's Bend, så hans kanonbåde vendte tilbage til forankringsstedet ved mundingen af Yazoofloden.
Slaget ved Port Gibson (1. maj)
Grants armé begyndte at rykke ind i landet fra Bruinsburg. Mens de rykkede frem ad Rodney Road mod Port Gibson stødte de på konfødererede forposter efter midnat og udvekslede skud med dem i tre timer. Kl. 3 om morgenen sluttede skydningen. Unionsstyrker rykkede frem langs Rodney Road og en plantagevej ved daggry. Klokken 5.30 indledte de konfødererede en kamp mod Unionens fortrop, og det kom til slag. Unionstropperne tvang de konfødererede til at falde tilbage. De konfødererede etablerede nye forsvarsstillinger i løbet af dagen, men kunne ikke holde stand mod Unionens styrker og trak sig tilbage fra området først på aftenen. Nederlaget viste, at de konfødererede ikke kunne forsvare linjen ved Mississippifloden, og at unionsstyrkerne havde sikret deres brohoved.
På dette tidspunkt stod Grant overfor at skulle træffe en beslutning. Hans oprindelige ordrer gik ud på at erobre Grand Gulf og derpå fortsætte sydpå og slutte sig til Banks og erobre Port Hudson, hvorefter de forenede styrker skulle vende tilbage og erobre Vicksburg. Uheldigvis for Grant ville dette placere ham under kommando af en højere rangerende generalmajor, og det ville blive Banks, som fik æren for enhver sejr i området. Da Banks havde travlt med operationer på Red River og havde meddelt Grant, at han ikke var parat til at indlede operationer mod Port Hudson indenfor de næste dage, besluttede Grant selv at rykke frem mod Vicksburg. Han sendte en meddelelse til Halleck om sine planer, vel vidende at det kunne tage otte dage, inden der kom svar fra Washington.
Efter at unionshæren havde sikret sig overgangen ved Grindstone Ford, var enhver konfødereret styrke mellem Big Bayou Pierre og Big Black River i fare. Da Bowen erkendte dette, evakuerede han Grand Gulf og fortsatte i al hast til Hankinson's Ford bag Big Black og undslap med nød og næppe Unionens fælde. På dette tidspunkt var det Grants hensigt at rykke nordpå ad samme vej og nærme sig Vicksburg direkte. De spejdere, han sendte ud, fandt imidlertid ud af, at Pemberton havde gode forsvarsstillinger syd for byen. I stedet besluttede han derfor at afskære byens forsyningslinje ved at erobre jernbanen fra Jackson til Vicksburg. Da Sherman nu var kommet over floden, gav han tre af sine korps ordre til at rykke frem ad tre forskellige veje mod jernbanen ved Edwards Station (det østligste mål, med McClernands korps), Clinton (det vestligste, med McPhersons) og Midway Station (i midten, med Shermans).
Slaget ved Raymond (12. maj)
Den 10. maj gav Pemberton ordre til, at alle forstærkninger, som ankom til Jackson, skulle rykke mod Raymond, godt 30 km mod sydvest. Brigadegeneral John Greggs forstærkede brigade, som havde gennemført en udmattende march fra Port Hudson, begyndte at marchere til Raymond næste morgen og ankom dertil sidst på eftermiddagen den 11. maj. Den 12. maj rykkede Greggs brigade ud for at lægge et baghold for en omstrejfende unionsstyrke ved Fourteen Mile Creek. Denne styrke viste sig at være generalmajor John A. Logans division fra 13. korps. Gregg besluttede at imødegå krydsningen af Fourteen Mile Creek og opstillede sine mænd og kanoner herefter. Da Logans mænd nærmede sig, åbnede de konfødererede ild og forårsagede i starten store tab. Nogle unionstropper blev slået på flugt, men Logan fik samling på resten, så linjen kunne holdes. Konfødererede tropper angreb linjen, men blev tvunget til at trække sig tilbage. Yderligere unionstropper ankom og gennemførte et modangreb. Der fulgte en kamp, som varede i seks timer, men de overlegne unionstropper sejrede. Greggs mænd forlod slagmarken, men selv om de havde tabt slaget, havde de forsinket en overlegen unionsstyrke en hel dag. General Gregg havde ordre til at trække sig tilbage til Jackson, hvis han mødte en overlegen styrke, og han trak sig 8 km tilbage i retning af Jackson til Mississippi Springs. Denne tilbagetrækning blotlagde Southern Railroad of Mississippi for unionsstyrkerne, og Vicksburgs livslinje blev således overskåret.
Trods McPhersons sejr, fik tilstedeværelsen af konfødererede styrker, som angreb Grants højre flanke, ham til at genoverveje sin plan. Han erfarede, at general Joseph E. Johnston ventedes at indtræffe i Jackson med forstærkninger indenfor de næste par dage, og der gik et rygte om, at general P.G.T. Beauregard også ville ankomme til området. I den situation ville unionshæren være placeret med fjendtlige styrker på begge sider. Grant valgte derfor først at tage hånd om truslen fra øst og beordrede Sherman og McPherson til at erobre Jackson.
Slaget ved Jackson (14. maj)
Den 9. maj fik general Johnston en depeche fra den konfødererede krigsminister, som gav ham ordre til straks at "tage til Mississippi og overtage overkommandoen over tropperne i felten". Da han ankom til Jackson den 13. maj fra det mellemste Tennessee, fik han at vide at to armékorps – Shermans og McPhersons – var på vej mod Jackson, og at Gregg kun havde omkring 6.000 tropper til rådighed til at forsvare byen. Johnston gav ordre til, at Jackson skulle evakueres, men Gregg skulle forsvare byen, indtil evakueringen var afsluttet. Klokken 10 om formiddagen var begge unionskorps nået frem til Jackson og angreb fjenden. Regnvejr, konfødereret modstand og dårlige forsvarsstillinger forhindrede, at det kom til alvorlige kampe før kl. 11, da unionsstyrker angreb i stort tal og langsomt, men sikkert pressede fjenden tilbage. Midt på eftermiddagen meddelte Johnston Gregg, at evakueringen var tilendebragt, og at han skulle trække sig ud af kampen og følge efter. Snart efter trængte unionstropper ind i Jackson og festligholdt det med Grant som vært – han var fulgtes med Shermans korps – i Bowman House. De brændte en del af byen ned og ødelagde derved et stort antal fabrikker og afskar jernbaneforbindelserne til Vicksburg. Johnstons evakuering havde været en fejl, for han kunne sent på den 14. maj have haft 11.000 tropper til rådighed og yderligere 4.000 om morgenen den 15. maj. Den tidligere hovedstad i Mississippis fald var et slag mod moralen i konføderationen.
Johnston trak sig tilbage med det meste af sin hær op ad Cantonvejen, men han gav Pemberton ordre til at forlade Edwards Station og angribe Unionstropperne ved Clinton. Pemberton og hans generaler mente at Johnstons plan var for farlig og besluttede i stedet at angribe unionens forsyningskolonner, der passerede fra Grand Gulf til Raymond. Den 16. maj fik Pemberton en ny ordre fra Johnston som gentog sin tidligere beslutning. Pemberton var allerede begyndt at rykke frem mod forsyningstoget, og var på vejen mellem Raymond og Edwards med sin bagtrop ved vejkrydset en halv kilometer syd for troppen af Champion Hill. Da han således fik ordre til at vende om blev bagtroppen, herunder hans mange vogne med forsyninger til hans fortrop.
Slaget ved Champion Hill (16. maj)
Den 16. maj omkring kl. 7 om morgenen angreb unionsstyrker de konfødererede og slaget ved Champion Hill begyndte. Pembertons styrke tog opstilling i en defensiv linje langs toppen af bakkekammen med udsigt over Jackson Creek. Pemberton vidste ikke, at der var en unionskolonne på vej mod hans ubeskyttede venstre flanke. For en sikkerheds skyld placerede Pemberton brigadegeneral Stephen D. Lees mænd på toppen af Champion Hill hvor de kunne holde udkig efter den rapporterede unionskolonne, som havde retning mod korsvejen. Lee opdagede unionstropperne, og de opdagede snart ham. Hvis ikke denne styrke blev stoppet ville den afskære de konfødererede tropper fra deres base i Vicksburg. Pemberton blev advaret om unionens manøvre og sendte tropper til sin venstre flanke. Unionstropper ved Champion House rykkede ind i slaget og opstillet artilleri begyndte at skyde. Da Grant ankom til Champion Hill omkring kl. 10 gav han ordre til at angrebet skulle begynde. Omkring kl. 11.30 havde unionsstyrker nået den konfødererede hovedlinje og omkring kl. 13 erobrede de toppen af bakkekammen mens de konfødererede trak sig tilbage i uorden. Unionstropperne fejede fremad, erobrede vejkrydset og lukkede flugtvejen ad Jackson Road. En af Pembertons divisioner (Bowens) gennemførte et modangreb og tvang unionstropperne tilbage fra toppen af Champion Hill inden deres fremstød blev bremset. Så var det Grants tur til et modangreb og han indsatte tropper, som netop var ankommet fra Clinton via Bolton. Pembertons mænd kunne ikke modstå dette angreb, så han beordrede sine mænd tilbage til den eneste flugtvej, som endnu var åben: vejen til Raymond ved overgangen over Bakers Creek. Brigadegeneral Lloyd Tilghmans brigade udgjorde bagtroppen, og de holdt ud for enhver pris, inklusiv tabet af Tilghman. Sidst på eftermiddagen erobrede unionstropper broen over Bakers Creek og ved midnat besatte de Edwards. De konfødererede var på fuldt tilbagetog i retning mod Vicksburg.
Slaget ved Big Black River Bridge (17. maj)
Det konfødererede tilbagetog nåede Big Black River-broen om natten mellem den 16.-17. maj. Pemberton beordrede brigadegeneral Bowen til med tre brigader at besætte stillingerne på den østlige bred af floden og hæmme enhver forfølgelse. Tre divisioner fra McClernands korps rykkede ud fra Edwards Station om morgenen den 17. maj. Korpset stødte på de konfødererede, som var forskanset bag brystværn og gik i dækning mens fjendens artilleri begyndte at skyde. Brigadegeneral Michael K. Lawler formerede sin 2. brigade i Eugene A. Carrs division, og den strømmede ud af en klippeomkranset bugtning i floden overfor de konfødereredes front og ind i fjendens brystværn, som blev forsvaret af brigadegeneral John C. Vaughns uerfarne brigade fra det østlige Tennessee. Forvirrede og panikslagne begyndte de konfødererede at trække sig tilbage over Big Black ad to broer: jernbanebroen og dampskibsdokken, som lå fortøjet tværs over floden. Så snart de havde passeret broerne satte de konfødererede ild til dem og forhindrede hermed en tæt forfølgelse fra unionstropperne. De flygtende konfødererede tropper, som ankom til Vicksburg senere på dagen var desorganiserede. Unionsstyrkerne tog ca. 1.800 mand til fange ved Big Black, et tab, som de konfødererede dårligt havde råd til.
Belejringen af Vicksburg (18. maj – 4. juli)
Unionshæren nærmede sig Vicksburg og indesluttede Pembertons styrke. Grant forsøgte to angreb for at bryde gennem de stærke konfødererede skanser: den 19. og den 22. maj. Det sidste angreb havde nogen fremgang i starten i McClernands sektor, men blev slået tilbage med et tab på 3.200 mand. Johnston gav Pemberton ordre til at evakuere byen og redde sin hær, men Pemberton mente at det var umuligt at trække sig sikkert tilbage. Johnston planlagde at angribe Grant og undsætte Pemberton, men kunne ikke arrangere det i tide. Grant belejrede den konfødererede armé. Den 4. juli, efter seks uger hvor soldater og civile i Vicksburg var uden forsyninger og konstant udsat for artilleribeskydning, overgav Pemberton byen og sin hær.
Udover Pemberton foran sig måtte Grant bekymre sig om de konfødererede styrker bag sig. Han placerede en division i nærheden af broen over Big Black River og en anden rekognoscerede så langt nordpå som Mechanicsburg. Begge divisioner skulle fungere som dækningsstyrker. Den 10. juni blev 9. Korps under generalmajor John G. Parke overført til Grants kommando. Dette korps blev kernen i en særlig styrke, der havde til opgave at forhindre Johnston, som samlede styrker ved Canton, fra at gribe ind i belejringen. Sherman fik kommandoen over denne styrke, og brigadegeneral Frederick Steele erstattede ham som leder af 15. Korps den 22. juni. Johnston begyndte til sidst at rykke frem for at undsætte Pemberton og nåede Big Black River den 1. juli, men han udskød et potentielt vanskeligt møde med Sherman indtil det var for sent for garnisonen i Vicksburg, og derpå faldt han tilbage til Jackson.
Under belejringen af Vicksburg udkæmpedes der tre andre slag i omegnen:
Slaget ved Milliken's Bend (7. juni)
I et forsøg på at afskære Grants forsyningslinjer under belejringen, angreb de konfødererede forsyningsområdet ved Milliken's Bend oppe ad Mississippifloden. Området blev fortrinsvis forsvaret af utrænede sorte tropper, som kæmpede tappert med dårlige våben, og endte med at slå de konfødererede tilbage med hjælp fra kanonbåde, om end med betydelige tab. Forsvarerne mistede 652 mod de konfødereredes 185.
Slaget ved Goodrich's Landing (29. juni – 30. juni)
Efter at Unionsstyrker begyndte at besætte de flodnære sogne i Louisiana flokkedes tusinder af undslupne slaver ved dem. Unionstropperne lejede derfor nogle plantager og satte de frigivne slaver i arbejde med at avle bomuld og andre afgrøder. Indtægterne fra salget af afgrøderne bidrog til at dække omkostningerne til mad, klæder osv. Sorte tropper fik til opgave at beskytte disse plantager, hvilket frigjorde andre tropper til kampopgaver. Konfødererede, som var fast besluttet på at fange nogle af de frigivne slaver og ødelægge afgrøderne gennemførte en ekspedition fra Gaines's Landing, til Lake Providence. Selv om de konfødererede afbrød disse operationer, ødelagde meget ejendom og erobrede mange forsyninger og våben var raidet kun et mindre tilbageslag for Unionen. De konfødererede kunne forårsage midlertidige forstyrrelser, men kunne ikke af stedkomme varige ændringer.
Slaget ved Helena (4. juli)
Den konfødererede generalløjtnant Theophilus H. Holmes' tropper angreb Helena, Arkansas, i et forsøg på et lette presset på Vicksburg. Selv om de konfødererede havde flere tropper og i starten erobrede nogle af fæstningsværkerne, slog Unionsstyrkerne dem tilbage.

## Efterspil
Selv om antallet af døde og sårede konfødererede i slaget og belejringen af Vicksburg var forholdsvis lille – 2.872 mod Unionens 4.910 – havde Grant fanget sin anden hele konfødererede arme (den første var i Slaget ved Fort Donelson): 29.495 soldater overgav sig. De fleste af de konfødererede blev løsladt på deres æresord. Unionen erobrede også betydelige mængder artilleri, håndvåben og ammunition. Det samlede felttog, siden den 29. marts, havde kostet Unionen 10.142 og Konføderationen 9.091 døde og sårede.
Dette var det andet store nederlag for Konføderationen i sommeren 1863. Den 3. juli brød general Robert E. Lees invasion af Nordstaterne sammen ved Gettysburg. Den 4. juli blev det amerikanske flag – Stars and Stripes – hejst over Vicksburg. For de konfødererede var det et bittert nederlag at overgive sig på Uafhængighedsdagen. Unionstropperne opførte sig pænt, blandede sig med de konfødererede og uddelte rationer til de sultende soldater. Spekulanter, som havde gemt fødevarer for at opnå højere priser måtte se deres lagre brudt op og indholdet spredt ud på gaderne til de sultende rebeller. I sine memoirer bemærkede Grant: "Mændene i de to armeer fraterniserede, som om de havde kæmpet for den samme sag." Men bitterheden fortsatte, og det hævdes, at byen undlod at festligholde 4. juli i de følgende 81 år.
Det mest betydningsfulde resultat af felttoget var at Unionen fik kontrol over Mississippifloden, som blev fuldstændiggjort efter afslutningen af Belejringen af Port Hudson, som havde været belejret af Banks siden den 27. maj. Nyheden om Vicksburgs fald førte til overgivelsen den 9. juli. Konføderationen var nu delt i to. En uge efter ankom et ubevæbnet skib i New Orleans fra St. Louis efter en begivenhedsløs rejse ned ad floden. Præsident Lincoln bekendtgjorde, at "Flodernes fader flyder atter uhindret mod havet."
Grant opstillede Sherman og 50.000 tropper mod Johnstons 31.000 i Jackson. Johnston forsøgte at lokke Sherman til at foretage et frontalt angreb, men Sherman havde set hvad der kom ud af den slags angreb ved Vicksburg. Han afslog invitationen og begyndte at omringe byen. Johnston slap væk med sin hær, hvilket var mere end Pemberton havde opnået, men hele det centrale Mississippi var nu under Shermans kontrol. Han benyttede en senere operation mod Meridian, Mississippi, som en forløber for Den brændte jords taktik som han senere anvendte i sin march mod havet gennem Georgia og South Carolina.
En af Grants handlinger under belejringen var at få afklaret en udestående rivalisering. Den 30. maj skrev general McClernand en selvrosende note til sine tropper, hvor han tog en stor del af æren for den kommende sejr. Grant havde ventet i seks måneder på dette fejltrin – lige siden de havde haft et sammenstød i begyndelsen af kampagnen i forbindelse med slaget ved Arkansas Post. Grant afskedigede McClernand den 18. juni. McClernands 13. Korps blev overdraget til generalmajor Edward Ord. I maj 1864 fik McClernand en ny kommando i det fjerne Texas.
Grant var den ubetingede sejrherre i Vicksburg-kampagnen. Han blev belønnet for sin sejr med en forfremmelse til generalmajor i den stående hær med virkning fra den 4. juli 1863. Han fik også et usædvanligt brev:
| „ | Min kære general. Jeg mindes ikke at have mødt Dem personligt. Jeg skriver dette nu som en taknemmelig anerkendelse af den næsten uvurderlige tjeneste De har gjort landet. Jeg vil gerne tilføje et par ord. Da De første gang nåede frem til omegnen af Vicksburg, mente jeg at De skulle gøre det, som de endte med at gøre: lade tropperne marchere over halvøen og lade transportskibene sejle forbi batterierne, og således komme nedenfor, og jeg troede aldrig på, bortset fra et generelt håb om, at De vidste bedre end jeg, at Yazoopassage-ekspeditionen og lignende ville kunne lykkes. Da De kom nedenfor Vicksburg og tog Port Gibson, Grand Gulf og omegn, troede jeg, at De ville tage ned ad floden og slutte dem til general Banks, og da De drejede nordpå øst for Big Black, frygtede jeg, at det var en fejltagelse. Jeg ønsker personligt at anerkende, at De havde ret, og at jeg tog fejl. Deres hengivne. A. Lincoln. | “ |

Grant fortsatte med at komme de belejrede Unionsstyrker til undsætning i slaget ved Chattanooga og afløste derefter Halleck som øverstkommanderende for alle Unionens hære med den netop genindførte rang af generalløjtnant. På trods af at han endte med at vinde krigen, betragtes Vicksburg stadig som hans bedste felttog. Det var iderigt, dristigt, ubønhørligt og et mesterstykke i krig gennem manøvre.
Historikeren Steven E. Woodworth skrev at Pemberton "i høj grad fortjente at få titlen som den mest hadede mand i Syden, og bestemt den mest hadede i konfødereret uniform." Der var beskyldninger om at tilstrækkelige forsyninger havde været til stede og at det kun var hans forræderi, der var årsagen til overgivelsen. Den konfødererede general Richard Taylor skrev efter krigen: "Han havde sluttet sig til Syden med den hensigt at forråde den, og det blev klart bevist ved at han overgav sig den 4. juli, en dag som var hellig for Yankeeerne."
Skylden for tabet af Vicksburg var ikke kun John Pembertons, men faldt også på den overforsigtige Joseph E. Johnston. Jefferson Davis sagde om nederlaget: "Ja, af et ønske om forsyninger indefra og en general udenfor, som ikke ville kæmpe."
Forpinte soldater og civile som sultede under belejringen havde håb om at han ville komme til undsætning, men det gjorde han aldrig. Beskyldninger om fejhed, som havde fulgt ham siden Peninsula-kampagnen i 1862 fortsatte med at forfølge ham under Atlanta-kampagnen i 1864 mod Sherman. Johnston var imidlertid stærkt i undertal. Selv om han var en af de få konfødererede generaler, som Grant havde respekt for, blev han udmanøvreret.

## Yderligere læsning
- Huffstodt, James, Hard Dying Men: The Story of the "Old Eleventh" Illinois Infantry, General W. H. L. Wallace, and General Thomas E. G. Ransom in the American Civil War (1861-1865), Heritage Press, ISBN 1-55613-510-6.
- Woodworth, Steven E., ed., Grant's Lieutenants: From Cairo to Vicksburg, University Press of Kansas, 2001, ISBN 0-7006-1127-4.
- Woodworth, Steven E., Nothing but Victory: The Army of the Tennessee, 1861 – 1865, Alfred A. Knopf, 2005, ISBN 0-375-41218-2.

## Eksterne kilder
- National Park Service, Vicksburg
- Første Vicksburg kampagne Arkiveret 12. juli 2007 hos  Wayback Machine
- Animeret historie om belejringen af Vicksburg Arkiveret 12. januar 2009 hos  Wayback Machine

32°21′N 90°53′V / 32.35°N 90.88°V